# Bodas de sangre (película de 1977)
Bodas de sangre es una película marroquí dirigida por Souheil Ben-Barka en 1977, basada en la obra teatral de 1933 de Federico García Lorca.

## Argumento
Una madre pierde a su primer hijo debido a unas disputas con la familia Ambruch. Ahora teme perder a otro de sus hijos, pero el azar hace que éste se enamore de una chica de la familia rival.[cita requerida]